# Mitteldecker
Als Mitteldecker werden Flugzeuge mit einem mittig am Rumpf angeordneten Tragflügel bezeichnet. Aerodynamisch bildet die Mitteldeckeranordnung die beste Lösung, gerade für Hochleistungsflugzeuge (so sind z. B. die meisten Segelflugzeuge Mitteldecker). Für Passagier- und Transportmaschinen ist diese Auslegung weniger sinnvoll, da der Flügelholm durch die Kabine verlaufen würde. (Die HFB 320 vermeidet dieses Problem jedoch durch negative Pfeilung, so dass der Holm erst hinter der Kabine durch den Rumpf verläuft).

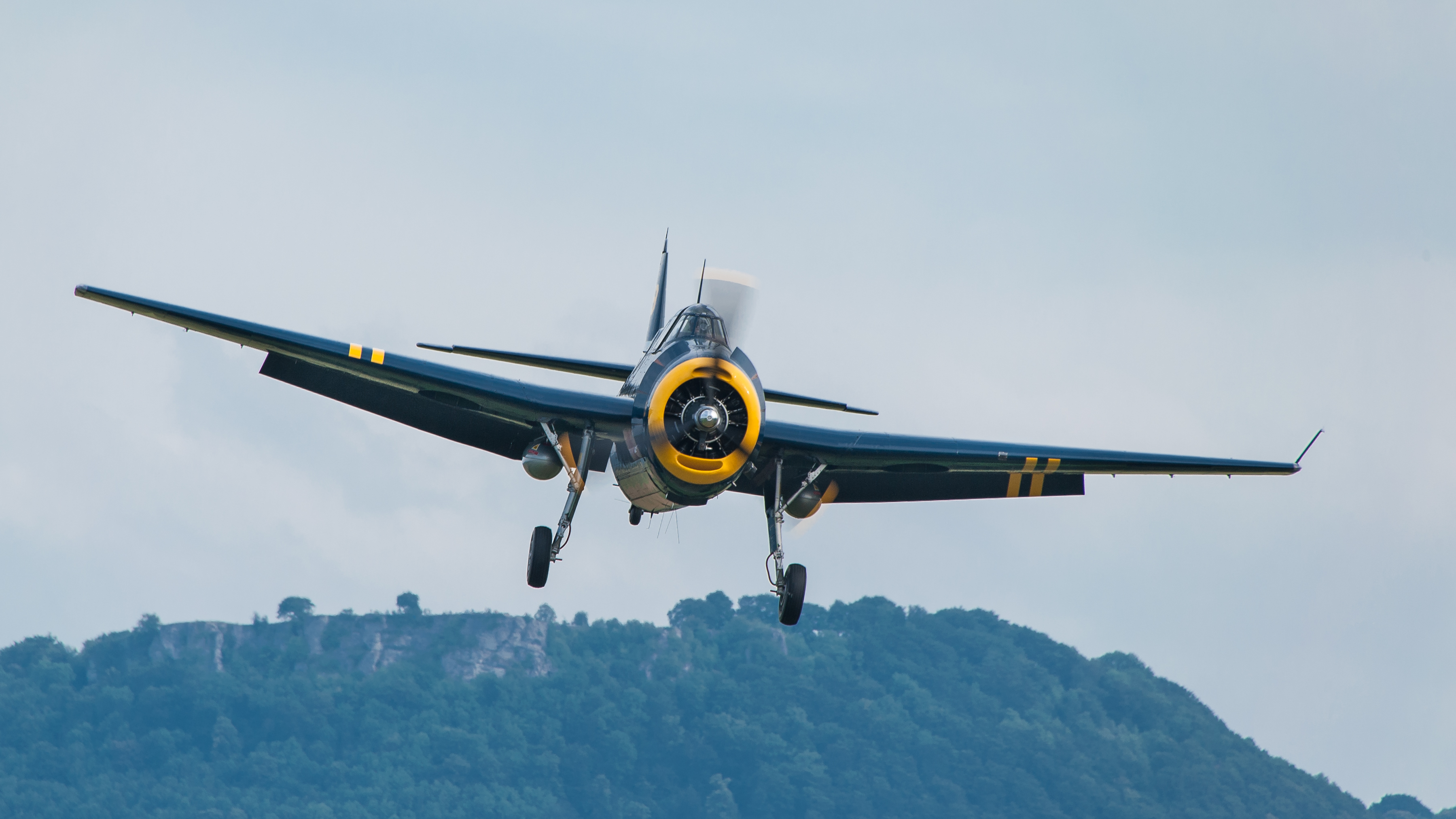
Grumman TBM Avenger
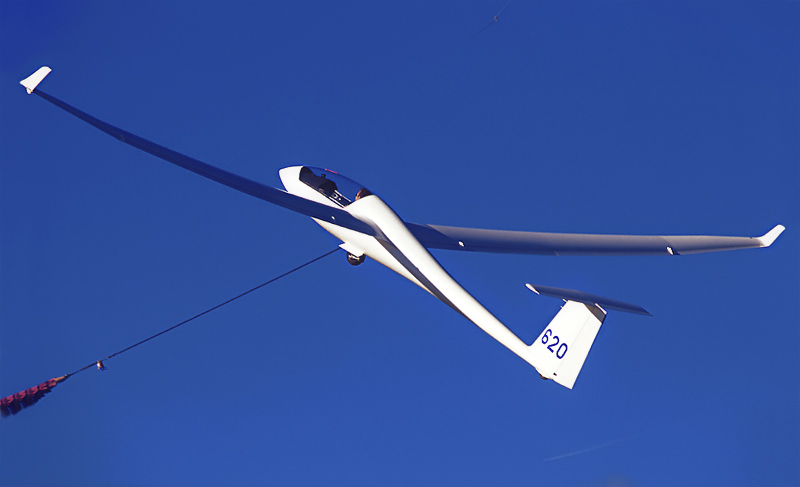
Schempp-Hirth Ventus
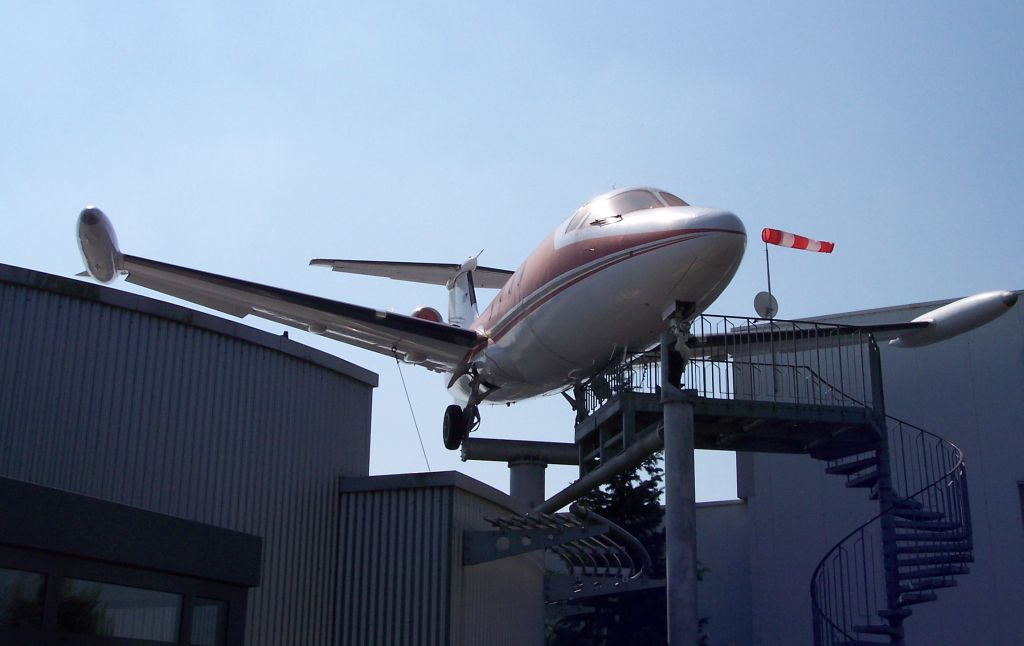
HFB 320 Hansa Jet